# Carla Lowry
Carla d'Estelle Lowry (Forest, 17 luglio 1939 – Georgetown, 23 luglio 2015) è stata una cestista, allenatrice di pallacanestro e dirigente sportiva statunitense.

## Carriera
Giocò a livello universitario dal 1957 al 1961 nelle Wayland Flying Queens segnando 1.125 punti complessivi, e venne nominata All-American nel 1961.
Con gli Stati Uniti partecipò ai Giochi panamericani di Chicago 1959, dove vinse la medaglia d'oro.
Nel 1999 è stata introdotta nella Wayland Athletic Hall of Honor, nel 2011 nella Sam Houston State University Athletics Hall of Honor e nel 2012 nella Southwestern University Hall of Honor.